# 阿爾塔米拉 (帕拉州)
阿爾塔米拉（葡萄牙語：Altamira）是巴西的城鎮，位於該國北部，由帕拉州負責管轄，始建於1911年11月6日，面積161,446平方公里，海拔高度109米，2010年人口105,030，人口密度每平方公里0.47人。
3°12′10″S 52°12′21″W / 3.20278°S 52.20583°W